# کنتور برندس
کنتور برندس (انگلیسی: Kontoor Brands) شرکت پوشاک آمریکایی است، که در سال ۲۰۱۹ توسط شرکت وی‌اف کورپوریشن تأسیس شد.